# Czesław Białobrzeski
Czesław Białobrzeski, né le 31 août 1878 près de Iaroslavl (Russie) et mort le 12 octobre 1953 à Varsovie (Pologne), est un physicien et philosophe des sciences polonais.

## Biographie
De 1896 à 1901, il étudie à l'université de Kiev, avant d'être de 1908 à 1910 l'élève de Paul Langevin au Collège de France à Paris. En 1911, il est nommé maître de conférences à l'université de Kiev, poste qu'il occupe jusqu'en 1919. Il s'installe alors en Pologne et officie pendant deux ans en tant que professeur et directeur du département de physique de l'université Jagellonne de Cracovie. Il est ensuite nommé en 1921 professeur de physique théorique à l'université de Varsovie, poste qu'il occupe jusqu'à sa retraite. Il est admis à l'Académie polonaise d'enseignement en 1921 et à l'Académie des sciences de Pologne en 1952.
Czesław Białobrzeski est l'auteur d'une centaine d'articles scientifiques sur la thermodynamique, la théorie de la relativité, la théorie quantique, la théorie de l'évolution stellaire, la spectrographie, l'astrophysique et la philosophie de la physique. Il est notamment le premier physicien à prendre en compte l'influence de la pression de rayonnement sur l'équilibre stellaire.

## Publications
- Sur l’équilibre thermodynamique d’une sphère gazeuse libre (1913)
- Thermodynamique (1923)
- Sur l’axiomatisation de la physique (1928)
- La thermodynamique des étoiles (1931)
- Remarques sur la tendance positiviste de la philosophie de la physique (1938)
- Synthèse philosophique et méthodologie des sciences naturelles (1947)
- Les progrès de la physique (1954)
- Sur l'interprétation ontologique de la fondation de la physique du monde atomique (1956)
- Fondations cognitives de la physique du monde atomique (1956)
- Religion et science (1961)
- Vie et pensées (1961)
- Sélection d'écrits (1964)

## Hommages et études
- Wlodzimierz Scislowski, Czesław Białobrzeski (1878–1953)
- J. Twardowska, Problèmes dans les champs de la philosophie de la physique et de la philosophie de la nature dans l’œuvre de Czesław Białobrzeski (1969)
- Stanislaw Mrozowski, Czesław Białobrzeski, les progrès de la physique (1970)
- L. Kostro, Les contributions de Czesław Białobrzeski à l'interprétation hylémorphique de la  mécanique quantique (1973)
- T. Przybylski, Le dualisme onde-corpuscule dans l'interprétation de Czesław Białobrzeski (1976)